# Conscription en Iran

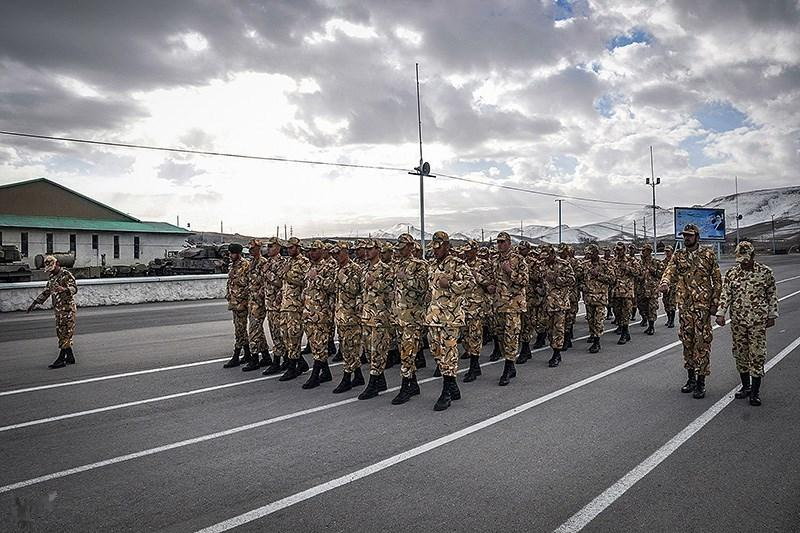
Les soldats en formation de marche (Kermanshah, Iran)

Selon la Constitution de la République Islamique d'Iran, tous les hommes âgés de plus de 18 ans doivent effectuer leur service militaire ou la conscription (persan: سربازی sarbazi). La durée de la conscription n'est pas fixée; la loi prévoyant une variation de la durée du service en fonction des besoins militaires du pays. La durée  minimale étant toutefois fixée a 18 mois et la durée maximale a 24 mois

## L'histoire

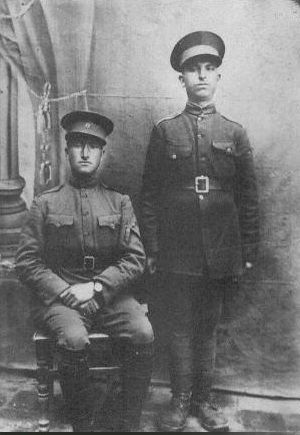
Soldat iranien avec son commandant (années 1950)

En juin 1925, Reza Shah approuve la loi sur la conscription à l'Assemblée consultative nationale (en). A cette époque, chaque personne de sexe masculin de 21 ans révolus, doit servir dans l'armée pendant 2 ans. Cependant, comme le pays a besoin de 100 000 personnes qualifiées et que la population est de 1 000 000; il est prévu que seul un homme sur dix serve à des fins militaires,.

## Les femmes et la Conscription
Avant la Révolution Iranienne à l'époque de Mohammadreza Shah Pahlavi, hommes et femmes doivent servir dans l'armée. La loi évolue ensuite et les femmes ne sont plus obligées de servir à des fins militaires; l'enseignement militaire volontaire des femmes restant toutefois possible,.